# 코랴즈마

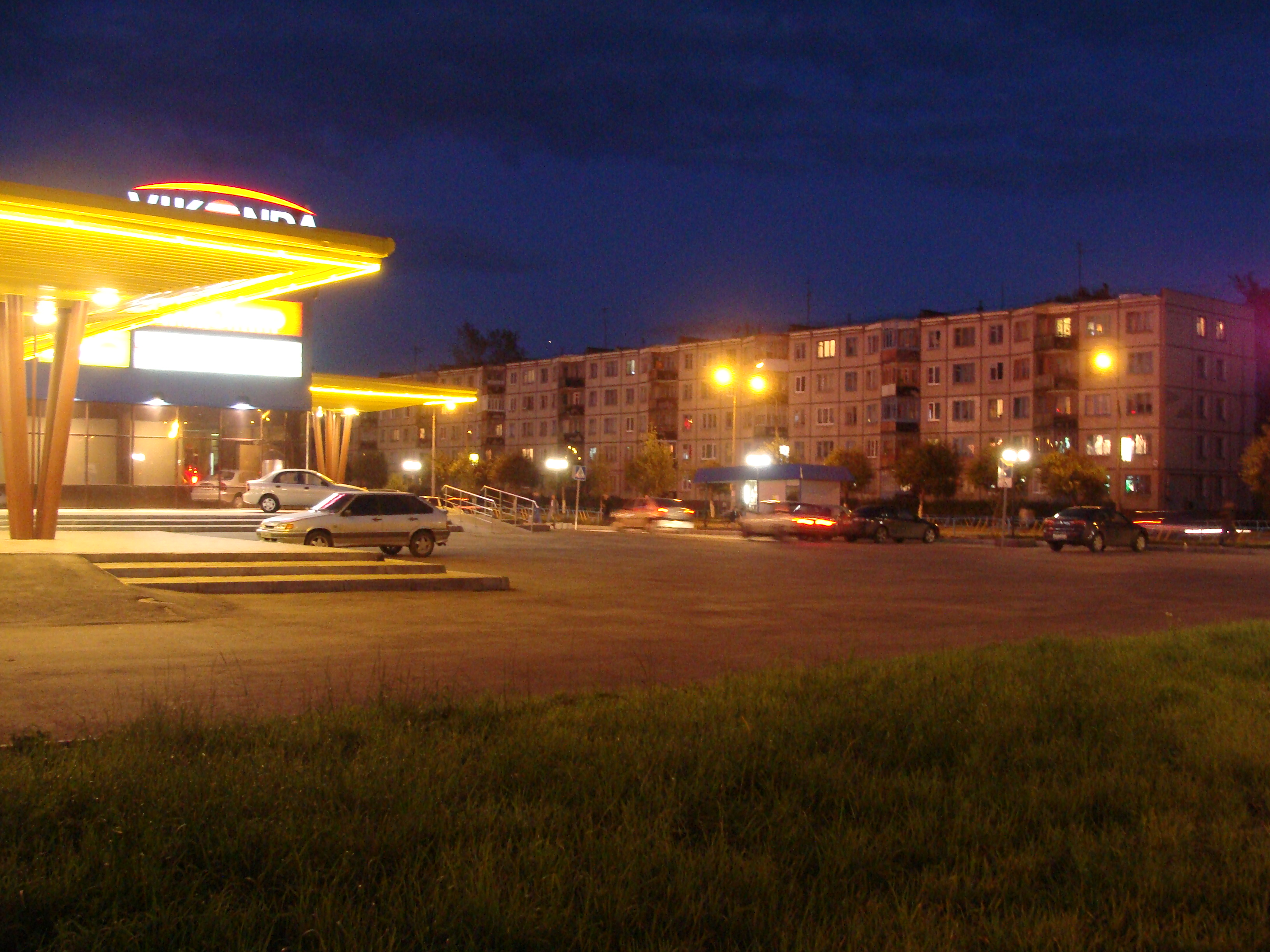

코랴즈마(러시아어: Коряжма)는 아르한겔스크 주에 있는 도시이다. 동쪽으로 30km에서 코틀라스시가 있고, 비체그다강이 흐른다. 인구는 42,811명 (2002년)이다.